# パリア犬

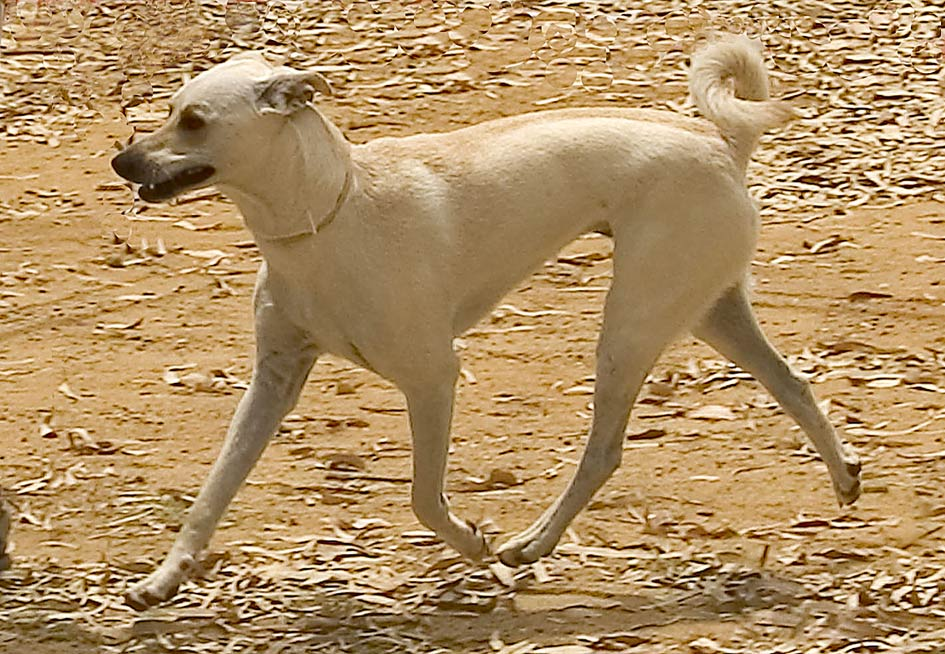

パリア犬（英: Pariah）は、とても原始的な姿で生き続けているインド原産の犬種である。別名パリア、パイ（Pia）とも呼ぶ。パリアとはヒンディー語で「宿無き者」を意味する言葉で、カーストの最下位である事も表している。
ここではこのインドのパリア犬と、先祖がえりによってできたパリアタイプの犬を解説する。

## インドのパリア犬
インドのパリア犬は、もともと古代は人に飼われていたものが野生化して生き残り、種として固定された犬種である。
他の地域のパリア犬はほとんどが別の犬種となったり淘汰されたりして姿を消していったが、インドのパリア犬はずっとインドの人々によって大切にされ、犬種として生存してきた。
それを証明するひとつの例は、ヒンドゥー教徒の行うパリア犬を祝福する祭りである。自分よりもカーストが下位の生き物に救いの手を差し伸べることを目的に行われ、パリア犬たちを集めて体を洗い、寄付されたご馳走を与えられる。この祭りがあったからこそ戦時下でも生き残ってこられたと考えられている。
現在でもパリア犬はインドではありふれた存在であり、特に駅の近くなどの人が集まる場所に出没する。そこでは実際に触ったりえさを与える事ができ、観光スポットにもなっている場所もある。又、ストリートチルドレンからも人寄せパンダとして重要な存在として重宝されている。その理由はパリア犬を見に集まってきた観光客に物を売ることが出来るからである。
多くは半野良の生活を送っているが、中には観光客にインドを訪問した記念として連れて帰られる仔犬も居り、ペットとして飼育されているものも少数ながら存在する。

## 特徴
無駄の無いスリムな体型をしている。基本的にはなめらかなスムースコートで、脚は長い。マズルや顔つきは原始的で、日本犬のようなスピッツタイプに似た頭部を持つ。毛色、耳形、尾形はさまざまであるが、耳の形で最も多いのは折れ耳（ローズ耳）、尾の形で最も多いのは一重の飾り毛の少ない巻き尾であると調査によって判明している。平均的な大きさは中型犬と大型犬の中間である。性格は本来用心深いのだが、人になれている犬が多く、中には全く見知らぬ人の前でごろりと寝転がりおなかを見せる犬もいる。丈夫で遺伝的な疾患はほとんど無く、寿命も長い。

## パリアタイプの犬
パリアタイプの犬というのは、上記のようなインドのパリア犬のような特徴を備えた犬のことを指す。
世界の多くのパリア犬は改良などによって別の犬種へ転身したが、それが棄てられたり逃げ出したりして先祖がえりをすることによって元の姿に戻る事がある。これにより誕生した犬のことをパリアタイプの犬という。
野生化によってパリアタイプの犬になった野良犬は世界中に存在する。日本列島では縄文時代に猟犬と考えられている体高45センチメートルから40センチメートルの縄文犬が存在しているが、弥生時代には縄文犬とは別にユーラシア大陸から渡来したと考えられている弥生犬が出現する。弥生犬は額段（ストップ）が縄文犬とは異なるパリア犬と近縁の犬種の影響で、多くのパリアタイプの犬が存在している。
パリアタイプの犬も病気に強く、適応力に富む強い生命力を持っている。この性質はパリアタイプの犬をペットにしても失われる事が無く、かなりの長命で飼育下での平均寿命は12～16年くらいである。前にも述べたように適応力が強いため、野良の成犬でもすこしのしつけさえすれば一般家庭での飼育が可能である。

## その他
南アフリカにいるパリアタイプの犬種はアフリカニスという別の犬種である。インドのパリア犬とは異なる性質や遺伝子を持っている。

## 参考
- デズモンド・モリスの犬種事典（誠文堂新光社）